# Coomacarrea
Coomacarrea är ett berg i republiken Irland.   Det ligger i grevskapet Ciarraí och provinsen Munster, i den sydvästra delen av landet, 300 km sydväst om huvudstaden Dublin. Toppen på Coomacarrea är 693 meter över havet.
Terrängen runt Coomacarrea är huvudsakligen kuperad. Runt Coomacarrea är det mycket glesbefolkat, med 2 invånare per kvadratkilometer. Närmaste större samhälle är Cahersiveen, 14,2 km väster om Coomacarrea. Trakten runt Coomacarrea består i huvudsak av gräsmarker.